# Asif Siddiqi
Asif Azam Siddiqi (...) è uno storico della scienza e scrittore statunitense, di origine bengalese.

## Biografia
Asif Siddiqi è figlio di Hafiz G.A. Siddiqi e di Najma Siddiqi; il padre è stato vicecancelliere della North South University (prima università privata del Bangladesh) e la madre è stata docente universitaria di filosofia alla Jahangirnagar University a Dacca.
Asif ha studiato alla Texas A&M University, dove ha conseguito il bachelor of science in ingegneria elettrica nel 1989 e il master of science in economia nel 1992. Nel 1998 ha conseguito il Master in Business Administration presso l'University of Massachusetts Amherst e nel 2004 ha conseguito il Ph.D. in storia alla Carnegie-Mellon University. Nel 2005 è diventato professore assistente alla Fordham University e nel 2010 è diventato professore associato di storia nella stessa università.
Asif Siddiqi si è specializzato in storia della scienza e tecnologia e storia moderna della Russia. Incrociando i suoi interessi, si è occupato di storia della scienza e tecnologia della Russia e dell'Unione Sovietica, occupandosi in particolare del programma spaziale sovietico. Dopo la caduta dell'Unione Sovietica, Siddiqi è stato uno dei primi studiosi a condurre ricerche approfondite sui documenti originali, declassificati e resi accessibili, riguardanti le origini del programma spaziale sovietico.
Siddiqi è considerato uno dei maggiori esperti del programma spaziale sovietico e russo. Ha pubblicato vari libri e parecchi articoli sulla storia dell'esplorazione spaziale. Il suo primo libro, Challenge to Apollo, è stato definito dal Wall Street Journal "uno dei primi cinque migliori libri sull'esplorazione spaziale". È anche direttore editoriale della serie di volumi Rocket and People, pubblicata dalla History Division della NASA. Attivo anche nel campo della divulgazione, ha redatto 10 voci sull' Enciclopedia Britannica riguardanti il campo aerospaziale, ha tenuto numerose conferenze in USA, Russia ed Europa ed ha partecipato a diversi programmi televisivi sull'esplorazione dello spazio trasmessi dalla BBC e da reti televisive statunitensi (History Channel e WGBH-TV).
Siddiqi è membro dell'American Historical Association, della Society for the History of Technology e della British Interplanetary Society.

## Pubblicazioni

### Articoli
Siddiqi ha pubblicato più di 50 articoli, sia scientifici che divulgativi. I suoi articoli sono stati pubblicati su riviste statunitensi (Osiris, Technology and Culture, History and Technology, Air & Space), britanniche (Europe-Asia Studies, Acta Astronautica, Journal of the British Interplanetary Society, Spaceflight) e russe (Novosti Kosmonavtiki, Voprosy istorii estestvoznaniia i tekhniki). Pubblica regolarmente articoli sul Moscow Times, giornale moscovita in lingua inglese.

### Libri
- Challenge to Apollo: The Soviet Union and the Space Race, 1945-1974, NASA History Division, 2000
- Deep Space Chronicle: A chronology of Deep Space and Planetary Probes, 1958-2000, Natl Aeronautics & Space, 2000
- Sputnik and the Soviet Space Challenge, University Press of Florida, 2003
- The Soviet Space race with Apollo, University Press of Florida, 2003
- The Red Rocket's Glare: Spaceflight and the Soviet Imagination, 1857-1957, Cambridge University Press, 2010
- The future of Human Spaceflight, Massachusetts Institute of Technology, 2008 (Coautore)
- The future of Human Spaceflight: Objectives and Policy Implications in Global Contact, American Academy of Arts & Sciences, 2009 (Coautore)

## Premi e riconoscimenti
- National Science Foundation Award per la tesi di dottorato
- History Manuscript Award conferito dall' American Institute of Aeronautics and Astronautics[3]
- Eugene M. Emme Award for Astronautical Literature conferito dall'American Astronautical Society nel 2001 per il libro Challenge to Apollo e nel 2011 per il libro Red Rockets' Glare
- Fellowship in Storia Aerospaziale[4] conferito dall'American Historical Association